# Nirmal (Maharashtra)
Nirmal (Sense Oxid) és un poble del districte de Thana o Thane, a Maharashtra al nord de Vassai. La població el 1901 era de 243, però és un dels llocs més sagrats dels hinduistes perquè hi ha un venerat lingam de Xiva i fou el lloc d'enterrament d'un dels grans Sankaracharyas, els apòstols del modern sistema bramànic. S'hi fa una fira al novembre que dura una setmana. Els portuguesos van saquejar el temple i van destruir el lingam; amb les pedres del temple van construir una església anomenada de Santa Creu. Els marathes van recuperar la població el 1739, van purificar la zona i una petjada de Sri Dattatraya va agafar el lloc del lingam, i s'hi va construir un dipòsit d'aigua. L'església de la Santa Creu fou restaurada el 1856 pels cristians de la comarca.